# MTV Classic (Egyesült Királyság és Írország)
A MTV Classic (Egyesült Királyság és Írország) a Viacom International Media Networks Europe zenei csatornája volt. A csatorna az Egyesült Királyságban és Írországban 1999. július 1-én VH1 Classic néven kezdte meg sugárzását.
A csatorna elsősorban zenei videoklipeket és koncertfelvételeket sugárzott, valamint az 1940-es évektől kezdődően híres előadók előadásait, mint pl. Bing Crosby 1942-es White Christmas című dalát is. A csatorna 2010. március 1-én vette fel jelenlegi nevét. Az első (immár MTV Classic néven) leadott klip a The Buggles Video Killed The Radio Star című dala volt, akárcsak 1981-ben az eredeti MTV zenecsatornán.
A Viacom több más zenei csatornát is indított szerte a világban. 2010. május 1-én a VH1 Australia-t felváltotta az MTV Classic. Az MTV Networks Europe a csatorna olasz változatát is elindította el a térségben, mely a korábban sugárzott MTV Gold Italy helyére került.
Az MTV Classic 2012. március 6-án kezdte meg széles körben sugárzását.
2022. március 31-től a csatorna MTV 80s néven sugároz.

## Elérhetőség
A csatorna elérhető volt az Egyesült Királyság Sky és TalkTalk Plus TV hálózatán, valamint Írországban a Sky és Virgin Medie Ireland-nál.
Az MTV Classic korábban elérhető volt a Virgin Media hálózatán, de 2010. augusztus 28-án eltávolították a platformról, hogy helyet biztosítson a Comedy Central HD adásának.

## Ideiglenes átnevezések
A Viacom alkalmanként átnevezte az MTV Classic-ot.
- MTV XMas: 2013. november 23-tól 2013. december 27-ig a csatornát MTV XMas-nak nevezték el,[8] és csak karácsonyi slágereket sugárzott. Ezt 2014 november 14 és december 26 között szintén megismételték, és azóta minden évben.
- MTV Summer: 2014. augusztus 1 és 2014. szeptember 1-ig a csatorna átmenetileg vette fel ezt a nevet, és csak nyári slágereket játszottak. Ezt 2015. június 29. és augusztus 3-ig szintén megismételték.
- MTV Love: 2015. január 29. és 2015. február 16-ig a csatorna csak szerelmes dalokat játszott.
- MTV Pride: 2015. június 27. és június 29 között MTV Pride néven sugárzott, hogy egybeessen a Pride Weekend-del. Ebben az időben olyan sztárok zenéjét játszották, mint Kylie Minogue, Madonna, Lady Gaga, Britney Spears, Cyndi Lauper, Donna Summer, Cher és Pink, valamint meleg előadók, zenekarok dalait. Ezt 2015. június 29-től felváltotta az MTV Summer, és ez 2016-ban megismétlődött, valamint 2017. július 10-től július 15-ig szintén ezen a néven sugárzott a csatorna, felölelve a teljes 'Pride-hetet'. 2018-tól a program átköltözött az újonnan indult MTV OMG-re.
- MTV 90s: 2016. május végétől június végéig MTV 90's néven a 90-es évek legnagyobb slágereit, majd a Nickelodeon 90-es évekbeli műsorait sugározta, mint pl.: Kenan és Kel, Clarissa.